# Quechua glabrescens
Quechua glabrescens – gatunek roślin z monotypowego rodzaju Quechua z rodziny storczykowatych (Orchidaceae). Gatunek jest endemitem Peru.

## Systematyka
Gatunek sklasyfikowany do podplemienia Spiranthinae w plemieniu Cranichideae, podrodzina storczykowe (Orchidoideae), rodzina storczykowate (Orchidaceae), rząd szparagowce (Asparagales) w obrębie roślin jednoliściennych.